# 小田切治世
小田切 治世（おたぎり はるよ、1951年（昭和26年）2月15日 - ）は、日本の政治家、医師（内科医）。元長野県中野市長。

## 来歴
長野県下高井郡中野町（現中野市）生まれ。生家は医院。新潟大学医学部卒業後、医師開業、医療法人理事長を務めた。平成20年（2008年）中野市長選挙に当選し、1期務めた。
2021年、旭日双光章受章。